# Botrucnidifer shtokmani
Espèce
Botrucnidifer shtokmani est une espèce de cnidaires de la famille des Botrucnidiferidae.

## Systématique
Le nom valide complet (avec auteur) de ce taxon est Botrucnidifer shtokmani Molodtsova (d), 2001.